# Governatorato di Maysan
Il governatorato di Maysān (in arabo ميسان‎?) è un governatorato dell'Iraq. Ha una superficie di 16.072 km² e una popolazione di 954.855 abitanti (calcolati per il 2012). Capoluogo è la città di al-ʿAmāra. Prima del 1976 il governatorato si chiamava provincia di al-ʿAmāra. 
Si trova nella parte sud-orientale del paese e confina con l'Iran.